# جيمس جي. سبنسر
جيمس جي. سبنسر (بالإنجليزية: James G. Spencer)‏ هو سياسي أمريكي، ولد في 13 سبتمبر 1844، وتوفي في 22 فبراير 1926. حزبياً، نشط في الحزب الديمقراطي. وقد انتخب عضو مجلس نواب مسيسيبي وانتخب عضو مجلس النواب الأمريكي.